# To chyba maj
To chyba maj  – album studyjny polskiej piosenkarki Anny German wydany w 1974 roku.

## Lista utworów
1. Najszaleńszy szaławiła[2]
2. Powracające walczyki
3. Bez ciebie nie ma mnie
4. Taki mały ptak
5. Świerkowa kolęda
6. Mój generał ołowiany
7. Co daje deszcz
8. Daj mi tęczę na niedzielę
9. To chyba maj
10. O lejli-hej
11. Mieszkamy w barwnych snach
12. Feralna dziewczyna
13. Mój stryjek jest hodowcą moli

## Twórcy
- Słowa: Jerzy Ficowski
- Śpiew: Anna German